# 山形県道・宮城県道63号最上鬼首線
山形県道・宮城県道63号最上鬼首線（やまがたけんどう・みやぎけんどう63ごう もがみおにこうべせん）は、山形県最上郡最上町から宮城県大崎市鳴子温泉鬼首に至る山形県および宮城県の県道（主要地方道）である。

## 概要
新庄市方面から鬼首への最短ルートだが、県境の花立峠を含め山形県側は一部幅員狭小・急勾配箇所・ダートありの険しい道路である。この山形県最上町判屋 - 県境の6.3 km区間を通行できる車両は、長さ8 m以下、総重量6トン以下、幅2 m以下と厳しく制限されており、大型自動車などは通行できない。
現在国道108号に指定されている大崎市鬼首地区中心部を迂回するバイパス道路は、2019年までは国道ではなく宮城県道として指定された道路であり、最上鬼首線現道の交点（現：最上鬼首線終点）を境に、南半分が当路線、北半分が宮城県道248号沼倉鳴子線という特異な形態となっていた。また、現道を直進し国道108号旧道に至る区間も当路線に指定されていた。現在、当該区間は宮城県道171号吹上鬼首線として指定されている。

### 路線データ
- 起点：最上郡最上町向町（JR陸羽東線 最上駅前、国道47号交点）
- 終点：大崎市鳴子温泉鬼首（国道108号・宮城県道171号吹上鬼首線交点）
- 実延長

  - 宮城県区間：7402.6 m[2]。

## 歴史
- 1973年（昭和48年）5月1日 - 宮城県側が県道「最上鬼首線」として路線認定される。[3]
- 1993年（平成5年）
  - 5月11日 - 建設省から、県道最上鬼首線が最上鬼首線として主要地方道に指定される[4]。
  - 10月19日 - 県道番号が決定[5]され、従前の一般県道213号[6]から、県道63号に変更される。（12月1日より施行）
- 2019年（平成31年）3月29日 - 国道108号の指定変更に伴い、終点が移動。[7]

## 地理

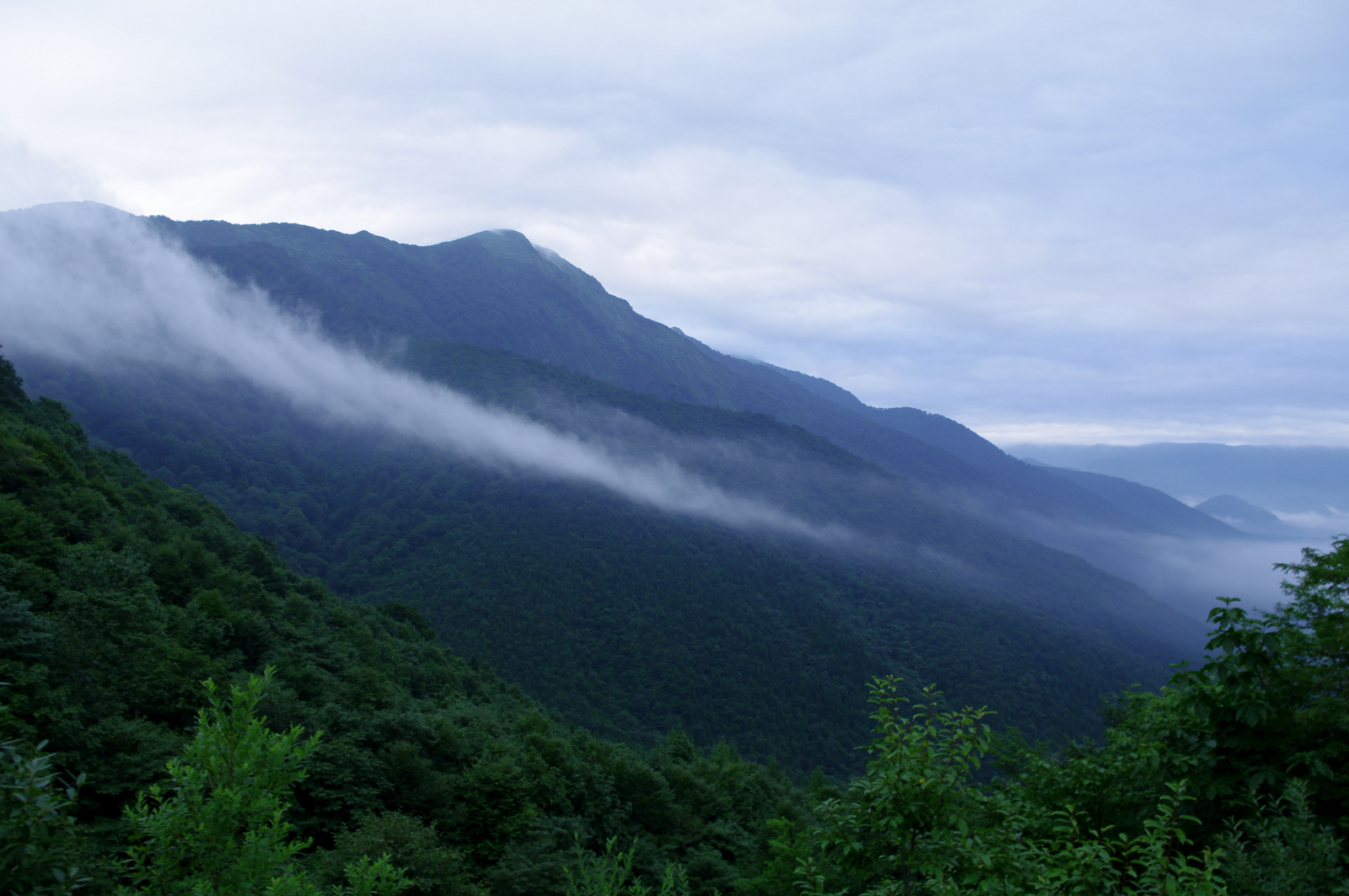
同県道から禿岳を見る

道路は、東北の中心を貫く奥羽山脈を花立峠（標高796m）で越えてゆく。宮城県側の沿線にはリゾートパークオニコウベスキー場や鬼首温泉郷が広がり、大沢川では上大沢ダムがある。

### 通過する自治体
- 山形県
  - 最上郡最上町
- 宮城県
  - 大崎市

### 交差する道路
- 山形県
  - 国道47号（最上郡最上町向町・起点）
- 宮城県
  - 国道108号（大崎市鳴子温泉鬼首・終点）
  - 宮城県道171号吹上鬼首線（大崎市鳴子温泉鬼首・終点）

### 沿線
- 山形県
  - JR陸羽東線（奥の細道湯けむりライン）
    - 最上駅

  - 最上病院（最上町向町）
  - 最上町役場（最上町向町）
  - 最上町立向町小学校（最上町向町）
  - 山形県立新庄北高等学校最上校（最上町向町）
- 宮城県
  - リゾートパークオニコウベ（大崎市鳴子温泉鬼首）
    - オニコウベスキー場

  - 上大沢ダム（大崎市鳴子温泉鬼首）
  - 鬼首温泉（大崎市鳴子温泉鬼首）

### 交通量[8]
令和３年度・12時間交通量
- 大崎市鳴子温泉鬼首大清水 - 894台